# Agapanthia persicola
Agapanthia persicola är en skalbaggsart som beskrevs av Edmund Reitter 1894. Agapanthia persicola ingår i släktet Agapanthia och familjen långhorningar.
Artens utbredningsområde är Iran. Inga underarter finns listade i Catalogue of Life.